# Ingebjørg Støfring
Ingebjørg Støfring, född 16 mars 1945, är en norsk diplomat.
Støfring, som har en MA-examen, arbetar vid Utenriksdepartementet sedan 2003. Hon var ministerråd vid Norges ambassad i Harare 2003–2004 och seniorrådgivare vid Utenriksdepartementet 2004–2006. Hon tjänstgjorde som ambassadör i Dhaka 2006–2010 och i Harare 2010–2013.